# Afronurus aethereus
Afronurus aethereus is een haft uit de familie Heptageniidae. De wetenschappelijke naam van de soort is voor het eerst geldig gepubliceerd in 1936 door Navás.
De soort komt voor in het Afrotropisch gebied.